# Klaus Dau
Klaus Dau (* 1934) ist ein deutscher Jurist und Ministerialbeamter. Er gilt als Nestor des deutschen Wehrrechts.

## Leben
Dau studierte Rechts- und Staatswissenschaften und war Referendar in Bonn. Mit einer Doktorarbeit beim Staatsrechtler Hans Peters wurde er 1963 an der Rechtswissenschaftlichen Fakultät der Universität zu Köln zum Dr. iur. promoviert. 1964 trat er in das Bundesministerium der Verteidigung (BMVg) ein. Zunächst war er Referent in der Abteilung Verwaltung und Recht (VR). 1966–1968 war er Rechtsberater und Wehrdisziplinaranwalt beim Kommando Territoriale Verteidigung der Bundeswehr. Später war er erneut Referent und 1989/90 Referatsleiter für Staats- und Verfassungsrecht in der VR-Abteilung. 1993 zum Ministerialdirigenten ernannt, übernahm er die Unterabteilung VR II. 1995 wurde er als Ministerialdirektor Leiter der Abteilung Verwaltung und Recht und 1996 der Rechtsabteilung des Bundesministeriums der Verteidigung. 1999 trat er in den Ruhestand.
Mit der Aufsicht über den Militärischen Abschirmdienst (MAD) befasst,  legte Dau im April 1984 den Entwurf eines MAD-Gesetzes vor, auf dem das im Jahr 1990 inkraftgetretene Gesetz basierte. Vor der Höcherl-Kommission, die die Struktur und Arbeitsweise des MAD untersuchte, sprach sich Dau ebenfalls für ein MAD-Gesetz als Grundlage für den Einsatz nachrichtendienstlicher Mittel aus.
Dau war Mitglied des Board of Directors der Internationalen Gesellschaft für Militär- und Kriegsrecht und ist gemeinsam mit Armin A. Steinkamm Herausgeber der Neuen Zeitschrift für Wehrrecht. Überdies ist er verantwortlich für die Gesetzeskommentare Wehrdisziplinarordnung (6. Auflage 2013) und Wehrbeschwerdeordnung (6. Auflage 2013).

## Schriften
- mit Gotthard Wöhrmann (Hrsg.): Der Auslandseinsatz deutscher Streitkräfte. Eine Dokumentation des AWACS-, des Somalia- und des Adria-Verfahrens vor dem Bundesverfassungsgericht (= Motive, Texte, Materialien. Bd. 72). Müller, Heidelberg 1996, ISBN 3-8114-3796-8.
- Wehrdisziplinarordnung. Kommentar (= Vahlens Kommentare). 6., neubearbeitete Auflage, Vahlen, München 2013, ISBN 978-3-8006-4509-1.
- Wehrbeschwerdeordnung. Kommentar (= Vahlens Kommentare). 6. Auflage des von Heinrich Frahm begründeten und bis zur 4. Auflage von Hans Viktor Böttcher mitverantworteten Werkes, Vahlen, München 2013, ISBN 978-3-8006-4510-7.